# Паеа Волфграм
Паеа Волфграм (Вавау, 1. децембар 1969) је тонгански боксер и први освајач олимпијске медаље за Тонгу. 
Боксом је почео да се бави релативно касно, са дведесет једном годином након што је пре тога био рагбиста. Након само 24 борбе успео је да се квалификује за Олимпијске игре 1996. где је био сматран за аутсајдера. Прво је у четвртфиналу направио велико изненађење када је победио Кубанца Алекисас Рубалкабу, а затим је неколико секудни пре краја меча постигао одлучујићи ударац у полуфиналној борби против Нигеријца Дункана Докиварија и својој земљи обезбедио прву олимпијску медаљу. У финалу је поражен од Владимира Кличка.
Након игара у Атлатни посветио се професионалом боксу где је добио 20 од 24 меча. Најважнији меч био је 2000. против Владимира Кличка за ВБО титулу, али ни овог пута није успео да га победи.